# Sophie von La Roche
Marie Sophie von La Roche (nata Gutermann von Gutershofen) (Kaufbeuren, 6 dicembre 1730 – Offenbach am Main, 18 febbraio 1807) è stata una letterata e romanziera tedesca che formò un salotto letterario frequentato da importanti personaggi della letteratura tedesca del XVIII secolo.

## Biografia

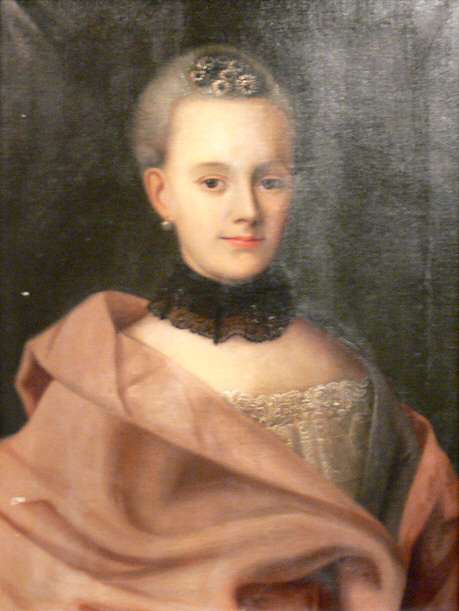
Sophie von La Roche in età giovanile

Figlia maggiore del medico Georg Friedrich Gutermann, originario di Biberach an der Riß, e di sua moglie, Regina Barbara Gutermann (nata Unold), Sophie trascorse la maggior parte della sua infanzia ad Augusta dove ricevette una rigida educazione pietista. Frequentando Biberach da giovanetta conobbe e divenne amica e amante di Christoph Martin Wieland. Nonostante questo legame sentimentale Sophie si sposò con Georg Michael Anton Frank Maria von La Roche che era un figlio illegittimo di una ballerina, Catharina La Roche e del conte Friedrich von Stadion-Warthausen che prese in custodia Georg e lo allevò.  
Dal matrimonio nacquero otto figli, ma solo cinque raggiunsero l'età adulta: Friederike Maximiliana (29 maggio 1755 - agosto 1755), Maximiliane Euphrosyne (4 maggio 1756 - 19 novembre 1793), Friderich Karl "Fritz" (10 dicembre 1757 - post 1814), Luise "Lulu" (13 maggio 1759 - 1832), Johann Philipp (18 settembre 1760, morto bambino), Johann Philipp (13 marzo 1762, morto bambino), Georg Carl (11 gennaio 1766 - 1839) e Franz Wilhelm (16 aprile 1768 - 11 settembre 1791).   
I coniugi La Roche tennero un salotto letterario nella loro casa di Ehrenbreitstein (oggi frazione di Coblenza) frequentato da Johann Bernhard Basedow, Wilhelm Heinse, Johann Kaspar Lavater, i fratelli Georg e Friedrich Heinrich Jacobi.  
Nel 1771, con la pubblicazione anonima del suo romanzo epistolare Geschichte des Fräulein von Sternheim (Storia della signorina von Sternheim), di cui presto si scoprì l'autrice, Sophie acquistò notorietà presso i giovani letterati tedeschi tanto che lo stesso Johann Wolfgang von Goethe trasse ispirazione da quest'opera per I dolori del giovane Werther. Nel romanzo Sophie descriveva così realisticamente i sentimenti di una giovane donna che venne giudicata tanto esperta dell'animo femminile da affidarle la redazione di Pomona, una rivista «per educare e consigliare alle giovani donne l'arte di vivere».
Nel 1788, la morte di Georg lasciò vedova Sophie. A causa dell'occupazione rivoluzionaria francese della riva sinistra del Reno nel 1794, la pensione vedovile le venne tolta così che Sophie cercò di mantenere la sua famiglia dedicandosi alla scrittura. Compì numerosi viaggi in Svizzera, Francia, Olanda e Inghilterra, paesi dei quali raccontò le sue esperienze in diari di viaggio.

## Opere

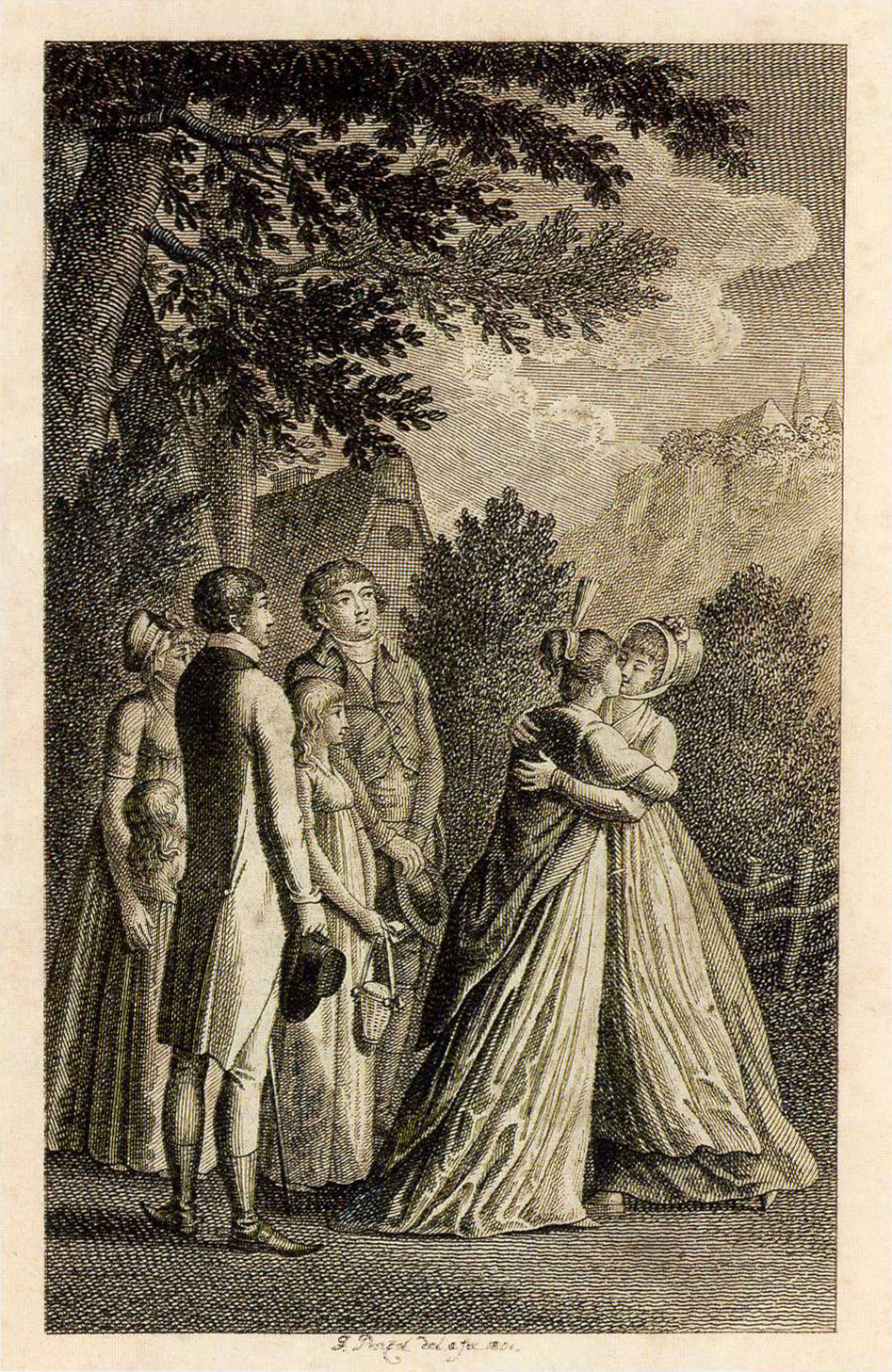
Frontespizio del romanzo Fanny und Julia

- Geschichte des Fräuleins von Sternheim. Von einer Freundin derselben aus Original-Papieren und andern zuverläßigen Quellen gezogen. Hrsg. v. Christoph Martin Wieland. 2 Bände. Weidmanns Erben und Reich, Leipzig 1771 (München 2007, dtv, ISBN 978-3423-13530-6, Originalausgabe)
- Der Eigensinn der Liebe und Freundschaft, eine Englische Erzählung, nebst einer kleinen deutschen Liebesgeschichte, aus dem Französischen. Orell, Geßner, Füßli, Zürich 1772
- Rosaliens Briefe an ihre Freundin Mariane von St**. 3 Bände. Richter, Altenburg 1780–1781
- Pomona für Teutschlands Töchter. Enderes, Speyer 1783-1784
- Briefe an Lina, ein Buch für junge Frauenzimmer, die ihr Herz und ihren Verstand bilden wollen. Band 1. Lina als Mädchen. Weiß und Brede, Mannheim 1785; Gräff, Leipzig 1788
- Neuere moralische Erzählungen. Richter, Altenburg 1786
- Tagebuch einer Reise durch die Schweiz Richter, Altenburg 1787
- Journal einer Reise durch Frankreich. Richter, Altenburg 1787
- Tagebuch einer Reise durch Holland und England. Weiß und Brede, Offenbach 1788
- Geschichte von Miß Lony und Der schöne Bund. C. W. Ettinger, Gotha 1789
- Briefe über Mannheim. Orell, Geßner, Füßli, Zürich 1791
- Lebensbeschreibung von Friderika Baldinger, von ihr selbst verfaßt. Hrsg. und mit einer Vorrede begleitet von Sophie Wittwe von La Roche. Carl Ludwig Brede, Offenbach 1791
- Rosalie und Cleberg auf dem Lande. Weiß und Brede, Offenbach 1791
- Erinnerungen aus meiner dritten Schweizerreise. Weiß und Brede, Offenbach 1793
- Briefe an Lina als Mutter. 2 Bände. Gräff, Leipzig 1795-1797
- Schönes Bild der Resignation, eine Erzählung. Gräff, Leipzig 1796
- Erscheinungen am See Oneida, mit Kupfern. 3 Bände. Gräff, Leipzig 1798
- Mein Schreibetisch. 2 Bände. Gräff, Leipzig 1799
- Reise vom Offenbach nach Weimar und Schönebeck im Jahr 1799. Gräff, Leipzig 1800 (auch als Schattenrisse abgeschiedener Stunden in Offenbach, Weimar und Schönebeck in Jahre 1799)
- Fanny und Julia, oder die Freundinnen. Gräff, Leipzig 1801
- Liebe-Hütten. 2 Bände. Gräff, Leipzig 1804
- Herbsttage. Gräff, Leipzig 1805
- Melusinens Sommerabende. Hrsg. von Christoph Martin Wieland. Societäts-Buch- und Kunsthandlung, Halle 1806